# Ramaria sanguinipes
Ramaria sanguinipes är en svampart som beskrevs av R.H. Petersen & M. Zang 1986. Ramaria sanguinipes ingår i släktet Ramaria och familjen Gomphaceae.   Inga underarter finns listade i Catalogue of Life.